# Naozhi (köpinghuvudort i Kina, Jilin Sheng, lat 41,93, long 127,02)
Naozhi är en köpinghuvudort i Kina. Den ligger i provinsen Jilin, i den nordöstra delen av landet, omkring 260 kilometer sydost om provinshuvudstaden Changchun. Antalet invånare är 4 910. Befolkningen består av 2 411 kvinnor och 2 499 män. Barn under 15 år utgör 11,0 %, vuxna 15-64 år 76 %, och äldre över 65 år 11,0 %.
Runt Naozhi är det ganska tätbefolkat, med 60 invånare per kvadratkilometer. Närmaste större samhälle är Songshu, 14,7 km nordost om Naozhi. I omgivningarna runt Naozhi växer i huvudsak blandskog.
Genomsnittlig årsnederbörd är 1 061 millimeter. Den regnigaste månaden är juli, med i genomsnitt 295 mm nederbörd, och den torraste är januari, med 12 mm nederbörd.